# Пирсон, Уитман, 1-й виконт Коудрэй
Уитман Дикинсон Пирсон, 1-й виконт Коудрэй (англ. Weetman Dickinson Pearson, 1st Viscount Cowdray; 15 июля 1856 — 1 мая 1927) — британский инженер, нефтяной промышленник, благотворитель и либеральный политик. Он был известен как сэр Уитман Пирсон, 1-й баронет с 1894 по 1910 год и лорд Коудрэй с 1910 по 1917 год.

## Происхождение

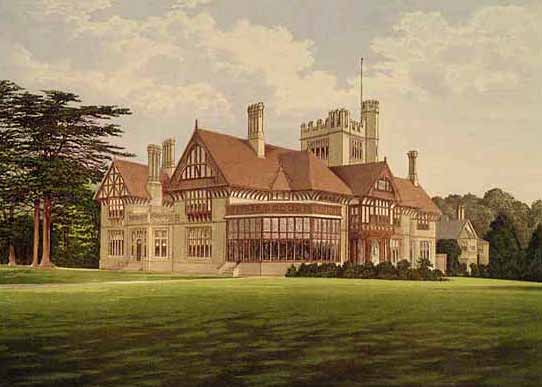
Коудрэй-Парк, Западный Сассекс, резиденция 1-го виконта Коудрэя. Купленный им в 1909 году. Этот дом был построен в 1870-х годах Чарльзом Персивалем, 7-м графом Эгмонтом

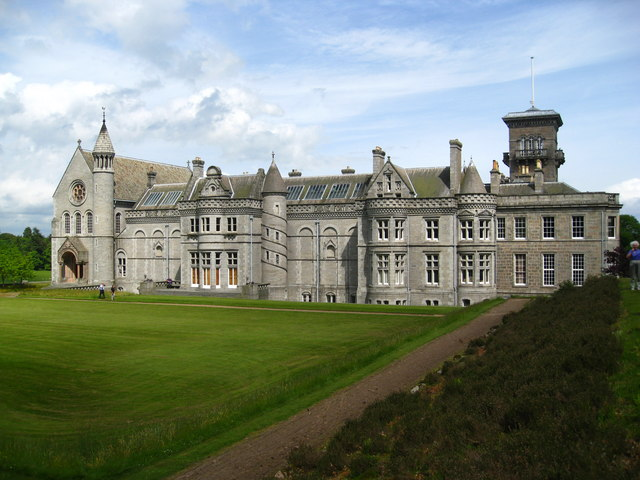
Дунехт-хаус, Абердин, Шотландия, резиденция 1-го виконта Коудрея и место его смерти. Арендован им в 1907 году, куплен в 1912 году. Построен в 19 веке и расширен в 1912—1920 годах Уитманом Пирсоном

Родился 15 июля 1856 года в Шелли, Киркбертон, Западный Йоркшир. Сын Джорджа Пирсона (? — 1899), владельца производственной и подрядной фирмы S. Pearson & Son, и его жены Сары Дикинсон (? — 1911), дочери Уитмана Дикинсона из Хай-Хойленда, Южный Йоркшир.

## Карьера в бизнесе
Семейный строительный бизнес S. Pearson & Son был основан в 1844 году его дедом Сэмюэлем Пирсоном (1814—1884). Уитман Пирсон взял на себя управление компанией в 1880 году и позже перенес штаб-квартиру из Йоркшира в Лондон. Будучи одним из первых сторонников глобализации, S. Pearson & Son построил Адмиралтейскую гавань в Дувре, доки в Галифаксе, туннели, железные дороги и гавани по всему миру, а также плотину Сеннар в Судане.
В 1900 году компания взяла на себя строительство Northern City Line и Сити-Рейл в Лондоне и после завершения строительства в 1904 году управляла ею в течение четырех лет. В 1907 году он основал инвестиционную компанию Whitehall Securities Corporation Ltd, которая под руководством его сына Клайва Пирсона сыграла важную роль в развитии британских авиакомпаний в 1930-х годах.
Сегодня Pearson Plc в основном занимается издательским бизнесом.

## Мексиканская компания Eagle Petroleum
В 1889 году президент Мексики Порфирио Диас пригласил Уитмана Пирсона в свою страну, чтобы построить железную дорогу — железную дорогу Теуантепек — от Атлантического до Тихого океана. Во время одной из поездок Пирсона в Мексику он пропустил железнодорожное сообщение в Ларедо, штат Техас, и был вынужден провести ночь в городе, который он описал как «охваченный нефтяным безумием» из-за недавнего открытия нефти в Спиндлтопе. Проведя несколько быстрых исследований той ночью о просачиваниях нефти в Мексике, Пирсон начал приобретать перспективные нефтяные земли в Ларедо, думая, что он мог бы использовать обнаруженную нефть для топлива железной дороги Теуантепек, которую он строил.
В 1902 году, после того как в перешейке Теуантепек была обнаружена сера, Пирсон использовал буровую бригаду из Техаса для бурения Потрерильос, возвышенности земли недалеко от его железной дороги. Скважина № 4 подтвердила наличие соляного купола на глубине 709 футов. Это был хороший знак, так как в 1901 году на Спиндлтопе была обнаружена нефть, вдоль края соляного купола. Скважина № 8 стала первой коммерческой нефтяной скважиной в Мексике. Затем Пирсон привлек Энтони Лукаса для помощи в определении 20 точек бурения, разрабатывая районы в Хальтипане, Капакане, Текуанапе и Соледаде. В 1908 году Eagle построил первый в Мексике нефтеперерабатывающий завод, расположенный в Минатитлане. В 1910 году Потреро-дель-Льяно № 4 дала настоящий фонтан. В 1921 году Пирсон присоединил Mexican Eagle Petroleum Company (Cia. Mexicana de Petroleo el Aguila, SA) к слиянию Shell и Royal Dutch.
В 1911 году президент Порфирио Диас был свергнут, и началась Мексиканская революция. Связанное с этим насилие и беспорядки оказали негативное влияние на иностранных инвесторов в нефтяной промышленности Мексики. В октябре 1918 года Уитман Пирсон продал значительную часть акций Mexican Eagle Галусту Гульбенкяну от имени Royal Dutch Shell, которая взяла на себя управление компанией.

## Политическая карьера
В июне 1894 года Уитману Пирсону был присвоен титул баронета из Паддокхерста в графстве Сассекс и из Эйрли-Гарденс в графстве Лондон в 1894 году . Он был впервые избран либеральным членом парламента от Колчестера на дополнительных выборах в феврале 1895 года. Он заседал в Палате общин до 1910 года, когда он был повышен до пэрства как барон Коудрэй из Мидхерста в графстве Сассекс. Его время связано с рядом событий, наиболее заметным из которых является открытие замка Колчестер для публики. Под его руководством во время Первой мировой войны были построены завод по производству боеприпасов HM Factory, Гретна и танковая сборка в Шатору.
В январе 1917 года он был принят в Тайный совет Великобритании и ему пожаловали титул виконта Коудрэя из Коудрэя в графстве Сассекс. В том же месяце премьер-министр Дэвид Ллойд-Джордж попросил, чтобы он стал президентом Совета по авиации. Виконт Коудрэй согласился, при условии, что он не будет получать зарплату. Лорд Коудрей усердно работал над улучшением производительности самолетов и добился трехкратного увеличения количества самолетов за время своего пребывания в должности. Тем не менее, он подвергся критике после того, как немецкие бомбардировки привели к более чем 600 жертвам 13 июня, и ушел в отставку в ноябре 1917 года.

## Брак и дети

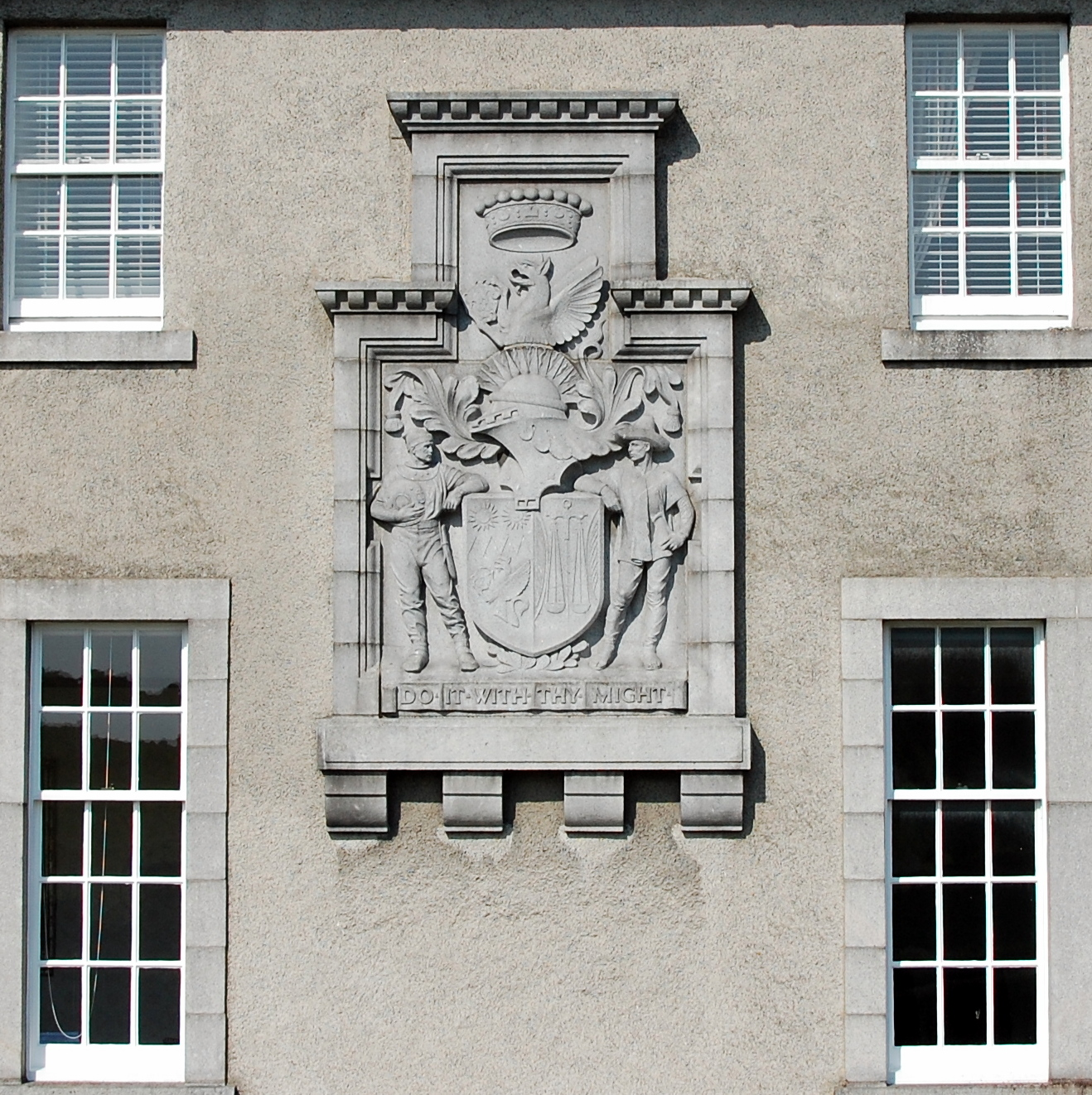
Герб 1-го виконта Каудрея на фасаде Дунехт-хауса

22 июня 1881 года лорд Коудрей женился на Энни Касс (4 июня 1860 — 15 апреля 1932), дочери сэра Джона Касса (1832—1898), торговца и землевладельца, мирового судьи и председателя Ассоциации консервативной партии Брэдфорда, и Ханны Гэмбл. У супругов было четверо детей:
- Уитман Гарольд Миллер Пирсон, 2-й виконт Коудрей (18 апреля 1882 — 5 октября 1933), старший сын и преемник отца.
- Достопочтенная Гертруда Мэри Пирсон (Гертруда Мэри, баронесса Денман) (7 ноября 1884 — 2 июня 1954), в 1903 году она вышла замуж за Томаса Денмана, 3-го барона Денмана, генерал-губернатора Австралии.
- Достопочтенный Бернард Клайв Пирсон (12 августа 1887 — 22 июля 1965), в 1915 году он женился на достопочтенной Алисии Мэри Доротее Кнатчбулл-Хугессен, дочери Эдварда Нэтчбулла-Хьюджессена, 1-го барона Брэбурна. У них было три дочери.
- Достопочтенный Фрэнсис Джеффри Пирсон (23 августа 1891 — 6 сентября 1914), в 1909 году он женился на Этель Элизабет Льюис, дочери Джона Дж. Льюиса из Хоува, Сассекс.

## Смерть
Лорд Коудрей умер во сне в поместье Данехт в Абердиншире 1 мая 1927 года в возрасте 70 лет, оставив состояние в 4 миллиона фунтов стерлингов, но вместо того, чтобы следовать праву первородства, оно было поровну разделено на 10 частей. Ему наследовал его старший сын Уитман Гарольд Миллер Пирсон, 2-й виконт Коудрей.